# Ворошилов, Дмитрий Юрьевич
Дми́трий Ю́рьевич Вороши́лов (род. 5 октября 1972, Минеральные Воды, Ставропольский край, РСФСР, СССР) — российский государственный и политический деятель. Глава города Пятигорска с 19 мая 2020 года. Кандидат социологических наук (2004).

## Биография
Родился 5 октября 1972 года в городе Минеральные Воды Ставропольского края.
Начал трудовую деятельность в 1990 году учеником контролёра—ревизора пассажирских поездов сектора ревизий и контроля Минераловодского отделения Северо-Кавказского ордена Ленина железной дороги.
До 1993 года занимал различные должности на Минераловодском заводе.
С 1999 по 2002 год — директор негосударственного образовательного учреждения «Минераловодский учебно-курсовой комбинат».
В 2001 году окончил Ставропольскую государственную сельскохозяйственную академию по специальности «Финансы и кредит», квалификация — экономист.
В 2003 году окончил Ставропольский государственный университет по специальности «юриспруденция», квалификация — юрист.
В 2004 году окончил Ставропольский государственный аграрный университет по специальности «Антикризисное управление», квалификация — экономист-менеджер. Кандидат социологических наук (2004).
С 2003 по 2006 год — помощник адвоката Минераловодской территориальной коллегии адвокатов.
С июня по декабрь 2006 года — президент НП «Независимая ассоциация Строителей Северного Кавказа» в городе Пятигорске.
С 2006 по 2009 год — заместитель председателя Думы города Пятигорска.
С апреля 2009 по октябрь 2010 года — первый заместитель главы администрации города Пятигорска.
С октября 2010 по январь 2019 года — заместитель главы администрации города Пятигорска.
С февраля по май 2019 года — работал в ООО «Жилищно-коммунальное хозяйство».
С 27 мая 2019 по 22 апреля 2020 года — заместитель министра дорожного хозяйства и транспорта Ставропольского края.
С 22 апреля по 19 мая 2020 года — временно исполняющий обязанности главы города Пятигорска.
С 19 мая 2020 года — Глава города Пятигорска.
В январе 2021 года избран секретарём Пятигорского местного отделения партии «Единая Россия».

## Награды
- Почётная грамота Губернатора Ставропольского края (2008)
- Почётная грамота Министерства регионального развития Российской Федерации (2008)
- Почётный работник ЖКХ России (2008)
- Медаль «За заслуги в проведении Всероссийской переписи населения» (2012)